# Shalla-Bal
Shalla-Bal est un personnage issu de l'univers des comics Marvel. Elle est l'immortelle impératrice de Zenn-La et la bien-aimée de Norrin Radd, c'est à dire le Surfeur d'Argent. Lorsque Norinn Radd devient le Héraut de Galactus en échange de la survie de sa planète, les amants sont séparés pour l'éternité.
Dans le film Les Quatre Fantastiques : Premiers Pas (2025) du Marvel Cinematic Universe (MCU), Shalla-Bal (Julia Garner) et le Surfeur d'argent sont une seule et même personne.

## Historique des publications
Le personnage est apparu pour la première fois dans le premier numéro de The Silver Surfer (août 1968), dessinée par John Buscema sur un scénario de Stan Lee. Elle y est l'amoureuse de Norrin Radd.  
Dans un scénario de 1975 des Quatre Fantastiques, Shalla-Bal a été piégée sous la forme d'une paysanne latvérienne nommée Helena par Méphisto, et a épousé le Docteur Fatalis, jusqu'à ce que dans un one-shot du Surfer d'Argent de 1982, le Surfeur découvre cette tromperie et la libère du piège de Méphisto.
Dans la série Silver Surfer de 2016, Shalla-Bal commence une campagne pour répandre la culture de Zenn-La à travers l'univers en tant que Gardien de la Grande Vérité. Dans la conclusion de la série, le Silver Surfer est contraint de faire disparaître sa propre culture de du monde existant afin que même lui ne puisse pas s'en souvenir.

## Biographie fictive
Shalla-Bal est l'impératrice de sa planète utopique, Zenn-La (dans le système de Deneb), et l'amante de Norrin Radd. Lorsque Galactus, le dévoreur de planètes, débarque sur leur planète, Norrin Radd se porte volontaire pour devenir son héraut à condition que Zenn-La soit épargnée. Norrin Radd reçoit le Pouvoir Cosmique et devient le Surfeur d'Argent, ce qui le sépare durablement de Shalla-Bal.
Le Surfeur d'Argent finit par se rebeller contre Galactus, qui, en guise de punition, érige une barrière énergétique qu'il ne peut franchir pour le piéger sur Terre. Le démon Méphisto, désireux de vaincre le Surfeur et de lui voler son âme noble, ressent l'angoisse de cette séparation et utilise Shalla-Bal comme un pion dans son conflit avec le Surfeur. Dans le cadre d'une conspiration, Méphisto remplace la conscience de Shalla-Bal afin qu'elle se prenne pour une citoyenne de Latvérie nommée Helena. Le Docteur Fatalis organise alors un faux mariage avec elle pour que le Surfeur combatte les Quatre Fantastiques.
Puisque le Surfer d'Argent l'a trahi, Galactus consomme l'énergie vitale et l'écosphère de Zenn-La, mais épargne la vie de son peuple en l'avertissant par avance de sa venue. Les habitants de Zenn-La peuvent alors quitter leur planète puis la retrouver, privée de vie. Lorsque Mister Fantastique libère le Surfeur de son emprisonnement, celui retourne à Zenn-La, qu'il découvre dans son terrible état. Il apprend que Shalla-Bal a été enlevée par Méphisto. Comprenant la machination, il retourne en Latvérie pour chercher Shalla-Bal, s'emprisonnant volontairement sur Terre. Alors que Mefisto renvoie Shalla-Bal sur Terre, le Surfeur lui transmet une partie de son Pouvoir Cosmique, grâce auquel elle est parviendra à restaurer la vie sur Zenn-La. Son peuple l'accepte comme imératrice. Les responsabilités de sa fonction lui font refuser le mariage avec le surfeur lorsque ce dernier parvient, enfin, à s'extraire de la Terre. Elle sera plus tard retenue en otage par les Anciens, et sauvée par le Surfeur d'Argent.
Shalla-Bal rencontre plus tard la cheffe Kree Nenora. Elle demande Surfeur de protéger Zenn-La de l'Oblitérateur, s'allie à l'Impératrice Skrull S'byll contre les Kree, est informée par les Cotati que Nenora est une Skrull déguisée. Capturée par la Sentinelle Kree de Nenora puis libérée par les Cotati, Shalla-Bal révèle à S'byll et au Surfeur la véritable nature de Nenora et est ramenée à Zenn-La par le Surfeur d'Argent.
Shalla-Bal est plus tard capturée par les Esclavagistes et retrouve le Surfeur. Dans un flashback, Shalla raconte à Norrin Radd le suicide de son père. Elle réapparaît dans un autre flashback lors de sa première rencontre avec Norrin, alors qu'ils sont enfants. Shalla-Bal est ensuite enlevée sur la planète Zenn-La par le Grand. Shalla retrouve brièvement le Surfeur d'Argent, mais se désintègre avec l'univers de poche du Grand. Le Surfeur d'Argent la ramène plus tard à la vie après que son âme ait été emprisonnée par Méphisto.
Après des années de rejet, Shalla-Bal s'est un jour liée d'amitié avec Fennan Radd, un homme qui prétendait être le demi-frère du Surfeur d'Argent par son père. Fennan affirmait être né après le suicide d'Elmar, la mère de Norrin.

## Pouvoirs et capacités
Membre de la race extraterrestre des Zenn-Laviens, Shalla-Bal jouit d'une espérance de vie exceptionnelle et est restée jeune et séduisante malgré ses siècles d'âge. En tant que Surfeuse d'Argent, elle a acquis des capacités telles que le vol, l'aptidude à se déplacer dans l'espace à la vitesse de la lumière sans s'épuiser, la capacité de modifier les molécules de son corps pour traverser la matière solide, l'immortalité, l'invulnérabilité et la projection d'énergie.
Shalla-Bal a autrefois réussi à redonner vie à l'écosphère de Zenn-La grâce à un fragment du pouvoir cosmique que le Surfeur d'Argent avait placé en elle. Apparemment, elle peut encore faire pousser des plantes partout où elle passe.

## Autres versions

### Terre X
Une variante de Shalla-Bal, issue d'un univers alternatif, apparaît sur Terre X. Cette version fut transformée en Surfer d'Argent par Franklin Richards/Galactus avant d'être tuée au combat contre les Célestes. Après sa mort, le Surfer d'Argent original retrouve Shalla-Bal dans l'au-delà.

### What if?
Plusieurs variantes de Shalla-Bal apparaissent dans la série What If :
- Dans « Et si Norrin Radd ne s'était pas porté volontaire pour devenir le Surfeur d'Argent », Shalla-Bal abandonne son peuple et s'échappe avec Radd dans une navette tandis que Zenn-La est consommée par Galactus ; le duo part alors à la recherche d'un nouveau monde à habiter.
- Dans « Et si Galactus avait retransformé le Surfeur d'Argent en Norrin Radd », Shalla-Bal est transformée en Starglow par Galactus après son retour à Zenn-La et dépuille le Surfeur de ses pouvoirs pour avoir aidé les Quatre Fantastiques. Le Dévoreur la prend alors comme nouvelle héraute, lui ôtant ses émotions et ses souvenirs de Norinn Radd afin que sa loyautée soit absolue.
- Dans « Et si le Surfeur d'Argent possédait le Gant de l'Infini », le Surfeur d'Argent intervient pour empêcher Thanos d'utiliser le Gant de l'Infini et le confie à Shalla-Bal. Ignorant ses pouvoirs, elle tente de le manier et est instantanément corrompue, forçant le Surfeur à l'affronter. Le Gant est finalement détruit, et Shalla-Bal et le Surfeur semblent tous deux tués ; en réalité, ils simulent leur mort pour pouvoir vivre ensemble en paix.

## Dans d'autres médias
- Shalla-Bal apparaît dans la série animée Silver Surfer, doublé par Camilla Scott[5].
- Shalla-Bal / Silver Surfer apparaît dans Les Quatre Fantastiques : Premiers Pas, interprétée par Julia Garner[6],[7]. Cette version de Shalla-Ball n'a aucun lien avec Norrin Radd, si ce n'est que leur histoire est proche, puisqu'elle est une scientifique qui a accepté de devenir la Surfeuse d'argent afin que son monde natal soit épargné par Galactus.

## Dans la culture populaire
Le guitariste Joe Satriani a enregistré une chanson rock instrumentale intitulée « Back to Shalla-Bal » sur son album Flying in a Blue Dream de 1989.

Le groupe de rock australien Swoop a enregistré une chanson intitulée « Shalla Bal (Ballad(e) of the Silver Surfer) » sur son album de 1995 The Woxo Principle .